# Luceau
Luceau ist eine französische Gemeinde mit 1.233 Einwohnern (Stand: 1. Januar 2022) im Département Sarthe in der Region Pays de la Loire; sie gehört zum Arrondissement La Flèche und zum Kanton Montval-sur-Loir. Die Einwohner werden Lucéens und Lucéennes genannt.

## Geografie
Luceau liegt etwa 36 Kilometer südsüdöstlich von Le Mans. Das Gemeindegebiet vom Fluss Yre und seinem Zufluss Ruisseau des Profonds Vaux durchquert. Umgeben wird Luceau von den Nachbargemeinden Beaumont-Pied-de-Bœuf im Norden, Flée im Nordosten, Montval-sur-Loir im Süden und Osten sowie Lavernat im Westen.

## Bevölkerungsentwicklung
| Jahr                       | 1962 | 1968 | 1975 | 1982 | 1990 | 1999 | 2006 | 2017 |
| Einwohner                  | 660  | 642  | 699  | 906  | 979  | 1043 | 1191 | 1226 |
| Quellen: Cassini und INSEE |      |      |      |      |      |      |      |      |

## Sehenswürdigkeiten
- Kirche Saint-Martin